# ثمن الرحيل (فلم)
ثمن الرحيل هو فيلم دراما مغربي صدر سنة 2003، من إخراج محمد الشريف الطريبق، وتأليف محمد الحساني، وبطولة كل من مسعود بوحسين، ونعيمة المشرقي، ومحمد خيي، وهدى الريحاني، ومحمد الشوبي. تدور أحداث الفيلم حول شاب بسيط من إحدى القرى، يحلم بتحسين وضعه الاجتماعي. يستجيب لتشجيع خاله وتتسلل إلى قلبه كلمات أحد أصدقائه عن المدينة، فيقرر الرحيل بحثًا عن فرصة. لكنه ما إن يصل، حتى يصطدم بواقع قاسٍ يجبره على دفع ثمن باهظ لطموحه.

## القصة
في قرية جنوب المغرب، يعيش الجيلالي مع والدته بعد وفاة والده، ويحلم بحياة أفضل والزواج من حبيبة، الفتاة التي يحبها رغم رفض والدها بسبب فقره. ومع مرور الوقت دون تحقيق أي من أحلامه، يقرر أن يسلك طريق الهجرة نحو الدار البيضاء، مثل كثير من شباب قريته، مدفوعًا بتشجيع خاله كبور، رغم اعتراض والدته.
يصل الجيلالي إلى المدينة ويقضي ليلته الأولى في أحد المقاهي، منتظرًا صديقه العربي الذي وعده بعمل في ورشة بناء. لكن سلسلة من العوائق تمنعه من لقائه، فيما يعود العربي فجأة إلى قريته بعد وفاة والده، وهناك يتزوج من حبيبة، خاذلًا صديقه الذي وثق به.
بينما يكافح الجيلالي في المدينة ويعمل كحمّال، يتدخل لإنقاذ رجل أعمال يُدعى الحاج موسى من عملية سرقة، فيتلقى طعنة نُقل على إثرها إلى منزل الحاج، الذي يوكّل ابنة أخيه، أمينة، بالعناية به. يتحسن وضعه لاحقًا بعدما يمنحه الحاج وظيفة مشرف في إحدى ورش البناء.
خاله كبور يصل إلى المدينة بحثًا عنه، ويقع في حب نادلة بمقهى، بينما الجيلالي يكتشف زواج حبيبة من العربي، فيعود غاضبًا إلى قريته، ويكاد يرتكب جريمة بحقه. وفي الوقت نفسه، تسافر والدته طامو إلى المدينة للبحث عنه، وتلتقي به صدفة في مركز الشرطة حيث كان يزور الحاج موسى بعد اعتقاله إثر انهيار أحد مبانيه.
تضعه والدته أمام خيار صعب: العودة معها إلى القرية أو البقاء في المدينة ونسيانها. بعد وفاة الحاج موسى، يقرر الجيلالي الزواج من أمينة، ويعود برفقتها إلى قريته، عازمًا على بدء حياة جديدة واستعادة كرامته من خلال مشروع يُعيد له معنى الانتماء والنجاح.

## طاقم التمثيل
- مسعود بوحسين بدور الجيلالي
- نعيمة المشرقي بدور طامو
- محمد خيي بدور كبور
- هدى الريحاني بدور حبيبة
- محمد الشوبي بدور العربي
- عبد القادر لطفي بدور الحاج موسى
- عفاف الشايب بدور أمينة
- فريد الركراكي بدور الدريوش
- ليلى الفاضلي بدور فطومة
- الزوبير أعميمي بدور جنين
- سعيد أصبان بدور سعيد
- فاطمة مستعد بدور مليكة

## وصلات خارجية
- مقالات تستعمل روابط فنية بلا صلة مع ويكي بيانات